# Gelei Vince
Gelei Vince (Budapest, 1994. december 28. –) magyar labdarúgókapus.

## Család
Apja Gelei Károly, a magyar labdarúgó-válogatott kapusa volt. Nagyapja Gelei József, olimpiai bajnok labdarúgó, szintén kapus.

## Pályafutása
Vince az FTC, a III. Kerületi TVE, a Vác FC valamint a Goldball FC csapataiban nevelkedett.
Felnőtt karrierjét a Budafoki LC csapatában kezdte.
2011 és 2012 között  21 mérkőzésen lépett pályára a magyar labdarúgó-bajnokság harmadosztályának (NB3) Duna csoportjában.
A 2012-2013 szezonban a magyar labdarúgó-bajnokság másodosztályának (Ness Hungary NB2) Nyugati csoportjában huszonöt mérkőzésén kapott szerepet a Csákvári TK csapatában.
2013-tól az OTP Bank Liga-ban szereplő Diósgyőri VTK csapatát erősíti.
2014-ben visszatért a jelenleg másodosztályú Csákvár TK együtteséhez.